# Liste der Mitglieder des Gothaer Landtags (1901–1904)
Diese Liste nennt die Mitglieder des Gothaer Landtags in seiner Wahlperiode 1901–1904.
| Wahlbezirk | Name                  | Stand                | Ort           | Anmerkung                       |
| ---------- | --------------------- | -------------------- | ------------- | ------------------------------- |
| I          | Hermann Tillig        | Stellmacher          | Gotha         |                                 |
| II         | Gottfried Moßler      | Senator              | Gotha         | Schriftführer                   |
| III        | Otto Liebetrau        | Oberbürgermeister    | Gotha         | Präsident                       |
| IV         | Friedrich Spengler    | Gastwirt             | Gotha         |                                 |
| V          | Adolf Schauder        | Bildhauer            | Ohrdruff      |                                 |
| VI         | Wilhelm Denner        | Materialwarenhändler | Waltershausen |                                 |
| VII        | Karl Grübel           | Kaufmann             | Gotha         |                                 |
| VIII       | Wilhelm Bock          | Kaufmann             | Gotha         | Vizepräsident                   |
| IX         | Heinrich Wolf         | Materialwarenhändler | Dietharz      |                                 |
| X          | Josef Joos            | Redakteur            | Gotha         |                                 |
| XI         | Louis Graf            | Schultheiß           | Tambach       |                                 |
| XII        | August Hildebrandt    | Buchhalter           | Gotha         |                                 |
| XIII       | Simon Köllner         |                      | Winterstein   |                                 |
| XIV        | Hugo Zusatz           | Kaufmann             | Großtabarz    |                                 |
| XV         | Werner von Wangenheim | Rittergutsbesitzer   | Hütscheroda   |                                 |
| XVI        | A. Troch              | Rittergutsbesitzer   | Uelleben      | Stellvertretender Schriftführer |
| XVII       | August Görlach        | Landwirt             | Wolschleben   |                                 |
| XVIII      | Robert Wagner         | Ökonomierat          | Ingersleben   |                                 |
| XIX        | Arnold Meinhardt      | Schultheiß           | Wölfis        |                                 |

Der ständige Ausschuss wurde aus Liebetrau, Moßler, Grübel, Bock und Denner gebildet.